# داویت هاکوبیان (هنرپیشه)
داویت وارازداتی هاکوبیان (ارمنی: Դավիթ Վարազդատի Հակոբյան زاده ۱۳ سپتامبر ۱۹۵۷) یک بازیگر سینما و تئاتر و کارگردان تئاتر اهل ارمنستان است. وی از سال ۱۹۸۰ میلادی تاکنون مشغول فعالیت بوده است.

## زندگی‌نامه
وی در ۱۳ سپتامبر ۱۹۵۷ در سوان به دنیا آمد و از مرکز ملی زیبایی‌شناسی هنریک ایگیتیان (۱۹۸۰–۱۹۷۵) و انستیتو دولتی هنری و نمایشی ایروان (۱۹۸۰) فارغ‌التحصیل شد. وی همچنین برندهٔ جوایزی همچون هنرمند افتخاری جمهوری ارمنستان (۲۰۰۸) و جوایز آرتاوازد (۲ بار) شده است.

## بخشی از فیلمشناسی
از فیلم‌ها یا برنامه‌های تلویزیونی که وی در آن نقش داشته است می‌توان به آثار زیر اشاره کرد.
- مسیر رؤیایی ما (۲۰۱۷)
- گارگین نژده (۲۰۱۳)
- دفتر خاطرات روزانه الن (۲۰۱۷–۱۸)